# Lex Aebutia de formulis
Die Lex Aebutia de formulis war ein römisches Gesetz, das zwischen 149 und 125 v. Chr. über die Volksversammlung zustande kam. Weder über den Inhalt noch über den Antragsteller ist Näheres bekannt. Nachweislich überliefert ist lediglich, dass der Prätor in seiner Eigenschaft als Gerichtsmagistrat seine Maßnahmen über die Formularpraxis schöpfen durfte. Es wird davon ausgegangen, dass das Gesetz das Formularverfahren zu einer ordentlichen Verfahrensart (iudicia legitima) bestimmt hat. Mit dem Gesetz wurde der prozessordnungsrechtliche Rahmen abgeändert, denn das parallel noch fortbestehende Legisaktionenverfahren wurde grundsätzlich abgelöst. Wenn unter den Parteien allerdings der Konsens bestand, dass am alten Verfahren festgehalten werden sollte, waren Rückgriffe auf den Formularprozess lediglich fakultativer Natur.  
Der Klassik (Jurisprudenz)klassische Jurist Gaius führte in seinem bedeutenden Werk, den Institutionen, aus, dass die prozessrechtliche Praxis der Legisaktionen an der Akzeptanz im Volk gescheitert sei. Der Prozesstyp sei zu kompliziert gewesen. Überfordert hätten insbesondere die spitzfindigen formalisierten Wechselreden im Verfahren. Aber auch die Auswahl der korrekten Klageart habe immer wieder zu vermeidbaren Prozessfehlern geführt, der kleinste formale Irrtum bedeutete schnell das „Unterliegen“ im Prozess. Daraus habe erhebliche soziale Ungerechtigkeit resultiert.
Max Kaser vermutet, dass die lex im Weiteren auf die kondiktorische Klage aus Gelddarlehen beschränkt wurde (actio certae creditae pecuniae) und durch honorarrechtliche Einflussnahme geprägt gewesen sei.